# الجسر التذكاري للعاملين في طريق هيرون

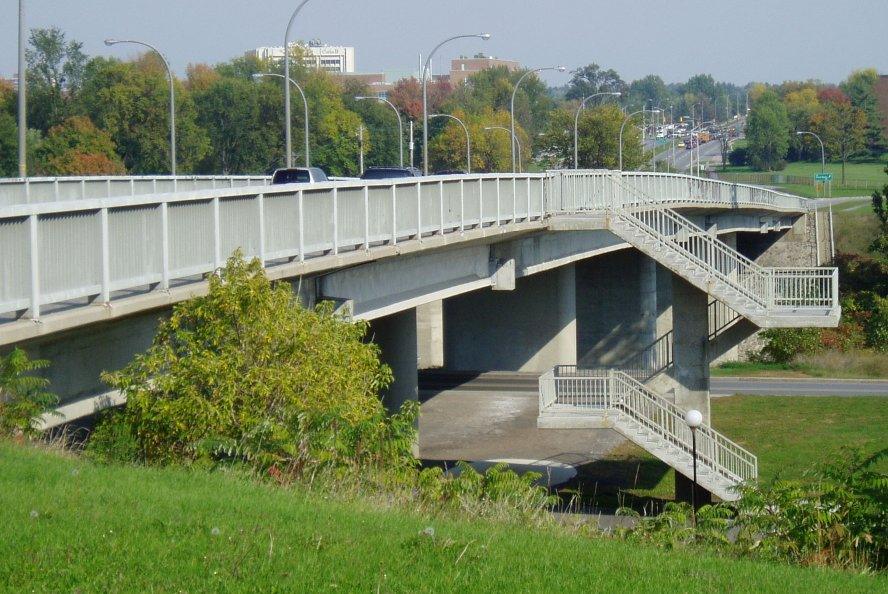

الجسر التذكاري للعاملين في طريق هيرون (الذي عرف سابقًا بجسر طريق هيرون) هو جسر في أوتاوا، أونتاريو في كندا. يربطُ الطريق الأساسي بطريق هيرون ويسمح لحركة المرور بين الشرق والغرب بعبور نهر وقناة ريدو جنوب جامعة كارلتون مباشرةً. أُنجزَ الجسر الحالي عام 1967 بعد عام واحد من انهيار جسر أسفر عن مصرع تسعة عمال وإصابة أكثر من ستين آخرين في أسوأ حادث بناء في تاريخ أوتاوا وأونتاريو. أعيدت تسميته في عام 2016 لإحياء ذكرى ضحايا ذلك الحادث.

## التخطيط وبداية البناء
عارض عمدة أوتاوا شارلوت ويتون في البداية خطط رئيس الوزراء جون ديفنبيكر لبناء هذا الجسر لتسهيل حركة المرور بين الشرق والغرب في المدينة. في عام 1961، هددت حكومة ديفنبيكر بخفض حجم المنح الفدرالية لأوتاوا بقدر تكاليف الجسر إذا لم توافق المدينة على بنائه، وبعد مفاوضات عديدةٍ، وقعت الحكومات المحلية والإقليمية والاتحادية على اتفاق بشأن بناء الجسر في عام 1964.
شملت خطة البناء جسرين بـ 3 ممرات طول كلّ منها 300 متر (980 قدم)، أحدهما باتجاه الشرق والآخر باتجاه الغرب، ورُصدت ميزانية لهما بمبلغ مليوني ونصف دولار. كان الجسر يقع شمال شلالات هوغز باك ويصل الطريق الأساسي وطريق هيرون فوق نهر ريدو وقناة ريدو بالسائقين والمشاة.
منحت مدينة أوتاوا العقد لبناء تجهيزات قواعد الدعامات الخرسانية التي تدعم الجسر لشركة بيفر كونستركشن (بالإنجليزية: Beaver Construction) في فبراير 1965. أنجز هذا العمل بحلول يونيو 1965. كانت الخطة النهائية للمشروع ما تزال تتكوّن من جسرين بثلاثة ممرات، ولكن الجسور الخرسانية مسبقة الإجهاد ستكون بطول 877.5 قدمًا فقط. في أغسطس 1965، منحت المدينة شركة أو.جي جافني عقد بناء الجسر، ووظفت شركة إم. إم ديلون وشركاه المحدودة مهندسين استشاريين لتصميم المشروع والإشراف عليه.
تكوّن كل جسر من أربعة بحور، وصُبّت الخرسانة على طبقتين. بدأ العمل في خريف عام 1965 في البحور الغربية، التي انتهى العمل على معظمها في أغسطس عام 1966. في هذه الأثناء، استخدمت السقالات الخشبية لدعم البنايات الشرقيّة غير المكتملة بعد والتي ما زالت قيد البناء. صُبّت أول طبقة خرسانية لثلث بحور الجسرين الأربعة في يوليو 1966 من دون مشاكل.

## انهيار 10 أغسطس 1966
في 10 أغسطس 1966، شارفَ طاقم مكوّنٌ من نحو ستين إلى سبعين عاملًا على الانتهاء من صبّ 1800 طنّ من الخرسانة على الجانب الشرقي من الجزء الثالث من الجسر الجنوبي المكتمل جزئيًّا قبل أن ينهار في الساعة 3:27 مساءً، وفقًا لما ذكره شاهد عيان من إداريي شركة إم. إم ديلون، كان الطاقم يصبّ الخرسانة شرقًا في مركز البحر عندما انقلب بحر الجسر الغربي إلى أعلى تبعه انقلاب كامل الجسر أدى إلى انهياره.
انهارت السقالات الخشبية الداعمة للجسر وسقط العاملون مسافة تقدّر بين خمسة عشر وعشرين مترًا إلى الأرض وسقط عليهم حديد التسليح والإسمنت والخشب وغيرها من مواد البناء. أحدث الانهيار ضجّةً عالية وسحابةً من الغبار، وأدى إلى إثارة مقياس الزلازل في مرصد دومينيون، ما دفع المسؤولين إلى إصدار بيان بأن الانهيار لم يكن بسبب زلزال. أصيب العديد من العمال بالذعر وهربوا بعيدًا عن الموقع بعد الانهيار، بينما هرع آخرون إلى الموقع لمساعدة الضحايا. وصل الناس الذين كانوا في زيارة إلى مكان الحادث إلى فينسنت ماسي بارك للمساعدة قبيل وصول خدمات الطوارئ. كما حضر عمدة أوتاوا دون ريد إلى مكان الحادث وساعد في جهود الإنقاذ.